# ميلتون فان ديك
ميلتون فـان ديك (بالإنجليزية: Milton Van Dyke)‏ هو مهندس أمريكي، ولد في 1 أغسطس 1922 في شيكاغو في الولايات المتحدة، وتوفي في 10 مايو 2010 في ستانفورد في الولايات المتحدة.